# Munizipalität Duscheti
Die Munizipalität Duscheti (georgisch დუშეთის მუნიციპალიტეტი, Duschetis munizipaliteti) ist eine Verwaltungseinheit (etwa entsprechend einem Landkreis) in der Region Mzcheta-Mtianeti im Norden Georgiens.

## Geographie
Verwaltungszentrum der Munizipalität ist die Kleinstadt Duscheti. Die 2981,5 km² große Munizipalität grenzt im Nordwesten an die Munizipalität Qasbegi, im Osten an die Munizipalität Tianeti und im Süden an die Munizipalität Mzcheta, alle ebenfalls in der Region Mzcheta-Mtianeti, im Nordosten an die Munizipalität Achmeta in der Region Kachetien sowie im Südwesten an die Munizipalität Kaspi und im Westen de jure an die Munizipalität Achalgori (auf dem Territorium der de facto unabhängigen, international nur von wenigen Staaten anerkannten Republik Südossetien, dort als Rajon Leningor bezeichnet), beide in der Region Innerkartlien. Im Norden wird die Munizipalität von der Staatsgrenze zu Russland begrenzt, mit der Republik Inguschetien im westlichen Teil und der Republik Tschetschenien im östlichen.
Den größten Teil der Munizipalität nehmen die Täler des Mittellaufs des linken Kura-Nebenflusses Aragwi beziehungsweise seiner Quell- und Nebenflüsse ein (Weißer/Mtiuleti-Aragwi, Schwarzer/Gudamaqari-Aragwi, Pschawi-Aragwi, Chewsureti-Aragwi). Durch den Nordostteil der Munizipalität zieht sich der Wasserscheidekamm des Großen Kaukasus, wodurch der äußerste Nordosten des Gebietes bei Annahme des dortigen Verlaufs der innereurasischen Grenze bereits zu Europa gehört. Dieses Gebiet im oberen Teil der Täler des Argun und seines rechten Nebenflusses Andakiszqali sowie der Assa entspricht dem nördlichen Teil der historischen Region Chewsuretien und ist nur sehr dünn besiedelt, mit weiterhin rückläufiger Tendenz; das entlegene obere Assa-Tal, in dem jegliche Verkehrsinfrastruktur fehlt, ist im georgischen Teil seit Jahrzehnten unbewohnt. Im äußersten Südwesten erreicht die Munizipalität einen Abschnitt der linken Talflanke des Kura-Nebenflusses Ksani.
Der Wasserscheidekamm ist in diesem Bereich relativ niedrig: Der auch Mtiuleti-Kamm genannte westliche Teil an der Grenze zur Munizipalität Qasbegi beziehungsweise zum Flusssystem des Terek erreicht dort mit dem Nördlichen Tschauchi maximal 3843 m über dem Meeresspiegel, der Pschawi-Chewsureti-Kamm im Nordosten als Wasserscheide zu Assa und Argun erreicht mit dem Tanie 3499 m, ist ansonsten aber zumeist niedriger als 3200 m. Höher sind dort die nördlichen Seitenkämme an der Staatsgrenze zu Russland: westlich der Assa mit der 3898 m hohen Martinismta, zwischen Assa und Argun mit einem 4007 m hohen Gipfel am Südende des  Wegilam-Kammes und im äußersten Nordosten mit der 4493 m hohen Tebulosmta. Der Lomissi-Kamm im Westen der Munizipalität, der die Wasserscheide zum Ksani und die Grenze zur Munizipalität Achalgori beziehungsweise Südossetien bildet, ist im nördlichen Teil bis knapp 2700 m hoch, während das Kartlische Gebirge im Osten als Wasserscheide zum Iori und Grenze zur Munizipalität Tianeti mit dem Tschitscho bis auf 3076 m ansteigt.

## Bevölkerung und Verwaltungsgliederung
Die Munizipalität hat 26.300 Einwohner (Stand: 2021). Die Einwohnerzahl sank mit 25.659 Einwohnern (2014) gegenüber der vorangegangenen Volkszählung (33.636 Einwohner 2002) um fast ein Viertel, womit sich der Trend beschleunigt fortsetzte, der nach dem Zerfall der Sowjetunion in den 1990er-Jahren eingesetzt hatte. Zuvor war die Bevölkerungszahl seit Mitte des 20. Jahrhunderts annähernd stabil.
Bevölkerungsentwicklung
Anmerkung: Volkszählungsdaten

Die Munizipalität wird fast ausschließlich von Georgiern bewohnt (97,2 %); 2,4 % sind Osseten und 0,2 % Russen (Stand 2014).
Die größten Ortschaften neben der Stadt Duscheti (6167 Einwohner) sind die Minderstädte (georgisch დაბა, daba) Passanauri und Schinwali sowie mit jeweils über 750 Einwohnern die Dörfer Aragwispiri, Basaleti, Mtschadidschwari  und Tschoporti (2014).
Die Munizipalität gliedert sich in den eigenständigen Hauptort Duscheti sowie 17 Gemeinden mit insgesamt 289 Ortschaften, davon 39 ohne ständige Einwohner. Die Gemeinden werden für die Minderstädte als „Territorialorgane“ bezeichnet, georgisch teritoriuli organo (ტერიტორიული ორგანო), für die Dorfgemeinden als temi (თემი):
| Gemeinde        | Anzahl Ortschaften | Einwohner (2014) |
| --------------- | ------------------ | ---------------- |
| Ananuri         | 15 1               | 1258             |
| Basaleti        | 17                 | 2765             |
| Cheoba          | 9 2                | 105              |
| Chewsureti      | 38 3               | 354              |
| Gremischewi     | 11                 | 409              |
| Gudamaqari      | 22 4               | 234              |
| Kwescheti       | 31 5               | 1221             |
| Lapanaantkari   | 13 2               | 860              |
| Magharoskari    | 17 2               | 579              |
| Mtschadidschwri | 17 2               | 2701             |
| Passanauri 6    | 16 7               | 1395             |
| Schatili        | 9 2                | 48               |
| Schinwali 6     | 22 4               | 3053             |
| Tschartali      | 11 2               | 552              |
| Tschonkadsi     | 21 2               | 1818             |
| Tschoporti      | 7 2                | 1997             |
| Ukanapschawi    | 13 4               | 143              |

## Geschichte
Das Gebiet der Munizipalität umfasst im Wesentlichen die historisch-geographischen Regionen Chewsuretien, Pschawi – das Tal des Pschawi-Aragwi sowie unterhalb der Mündung in den Aragwi dessen linke/östliche Talflanke – und Mtiuleti, das sonstige Tal des Aragwi und seiner Nebenflüsse mit den Quellflüssen Schwarzer und Weißer Aragwi, mit Ausnahme des obersten Teils des Weißen Aragwi, das bereits zur historischen Region Chewi beziehungsweise der heutigen Munizipalität Qasbegi gehört. Nach dem Zerfall des mittelalterlichen Königreiches Georgien im 16. Jahrhundert gehörte das gesamte Gebiet zum unabhängigen Königreich Kartlien und dann zum 1762 vereinigten Kartlien-Kachetien.
Während der Zugehörigkeit zum Russischen Reich ab 1801 bildete es den Hauptteil des Ujesds Duscheti im Gouvernement Tiflis, der weiter bis in die Anfangsjahre der Sowjetunion bestand. 1928 wurde der Rajon Duscheti innerhalb des kurzlebigen Okrugs Tiflis gebildet, der wie der Ujesd auch die heutigen Munizipalitäten Tianeti und Qasbegi umfasste, 1930 schließlich der gleichnamige, eigenständige Rajon in den heutigen Grenzen. Nach Erlangung der Unabhängigkeit Georgiens wurde der Rajon 1995 der neu gebildeten Region Mzcheta-Mtianeti zugeordnet und 2006 in eine Munizipalität umgebildet.

## Verkehr
Durch die Munizipalität verläuft die von der Hauptstadt Tiflis beziehungsweise dem nahen Mzcheta kommende internationalen Fernstraße S3, zugleich Europastraße 117, zur russischen Grenze. Sie folgt dem Verlauf der historischen Georgischen Heerstraße durch das Tal des Aragwi beziehungsweise des Weißen/Mtiuleti-Aragwi. Bei Schinwali zweigt die Nationalstraße Sch26 (შ26) ab, die dem Pschawi-Aragwi und dann dem Chewsureti-Aragwi folgt, den Kaukasus-Hauptkamm über den 2767 m hohen Datwisdschwari-Pass kreuzt und das Argun-Tal in Chewsuretien hinab bis Schatili verläuft. Von Schinwali nach Osten besteht über die Sch27 (შ27), die einen gut 1300 m hohen Pass im Kartlischen Gebirge überwindet, Verbindung in den benachbarten Munizipalitätssitz Tianeti. Von der S3 führt die Sch65 (შ65) in den oberhalb des Aragwi-Tal gelegenen Verwaltungssitz Duscheti und in einem Bogen zurück zur S3. Durch den äußersten Südwesten der Munizipalität verläuft ein kurzer Abschnitt der Sch28 (შ28) nach Achalgori (Leningor), die allerdings aufgrund des Konfliktes an der Grenze zu Südossetien unterbrochen ist; mit Duscheti ist diese Straße über die Sch143 (შ143) verbunden.
Bahnanschluss besitzt die Munizipalität nicht; der nächstgelegene Bahnhof ist etwas südlich Mzcheta an der transkaukasischen Hauptstrecke Poti–Tiflis–Baku.